# Цветан Илиев
Цветан Мирославов Илиев е български футболист, полузащитник на Спартак (Варна). Цветан Илиев е роден на 29 април 1990 година в град Търговище.

## Кариера
Той е юноша на ПФК Светкавица и подписва първия си професионален договор на 1 юли 2008 г. за три години. През 2011 г. удължава договора си до 2014 г.
На 1 април 2012 г., Илиев отбелязва единствения гол срещу Калиакра (Каварна) за победата с 1:0 и ПФК Светкавица Търговище успява да запише първа победа в историята си в „А“ ПФГ. В този сезон Илиев записва 19 мача и реализира 3 гола. През август 2013 г. ПФК Светкавица се отказва от участие в „Б“ ПФГ и Цветан Илиев става свободен агент.
На 23 септември 2013 г., Илиев подписва договор за 1 година с Нефтохимик, но разтрогва месец по-късно. На 15 януари 2014 г., Цветан Илиев се присъединиява към ФК Светкавица (Търговище). Юни 2020 г. подписва договор с Добруджа (Добрич) за 1 година.
Юни 2021 г. подписва договор с Спартак (Варна) за 1 година.